# Maciej Patronik
Maciej Patronik est un acteur et réalisateur français.

## Filmographie

### Acteur
- 1998 : J'aimerais pas crever un dimanche
- 2000 : Les Misérables de Josée Dayan
- 2002 : Sang d'encre
- 2004 : Malone
- 2014 : Les Gazelles

### Réalisateur
- 2007 : Elles et Moi, téléfilm en deux épisodes
- 2003 : Golden Boys
- 2002 : Trois Sœurs